# Daniel Lamas
Daniel Lamas (3 de mayo de 1949, Tacuarembó) es un abogado, profesor y político uruguayo del Partido Colorado.

## Biografía
Es casado con Laura Grimaldi, tiene 4 hijos y seis nietos. Realizó sus estudios de abogado en la Universidad de la República, experto en propiedad intelectual, marcas y patentes. Es además, profesor, escritor y político. 
Lleva adelante su actividad política en el Partido Colorado. Comenzó su militancia activa en tiempos del llamado gobierno cívico-militar, oponiéndose en 1980 al proyecto de reforma constitucional de los militares. Acompañó en 1982 a Manuel Flores Silva en la fundación de la C.B.I., Corriente Batllista Independiente. Posteriormente, en las elecciones nacionales de 1984, se postuló a diputado por la Lista 89 de la C.B.I., apoyando al candidato a presidente de la República doctor Julio María Sanguinetti, resultando electo. 
En 1989 decide alejarse de la arena política, dedicándose de lleno a su profesión de abogado. Hasta que en febrero de 2009 retorna y presenta su postulación como precandidato a las elecciones internas de 2009.
Acompaña su candidatura el espacio batllista Renovación y Cambio, que se nutre de dos corrientes; exmilitantes y dirigentes de la Corriente Batllista Independiente y la Lista 99 Por el Gobierno del Pueblo.